# Ги де Нантейль
Ги де Нантейль (фр. Gui de Nanteuil) — персонаж chansons de geste (Нантейльская жеста), герой одноимённой поэмы. Сын Гарнье де Нантейля и Айи Авиньонской. Отец Тристана де Нантейля.

## «Айа Авиньонская»
Детство и юность Ги описаны в поэме о его матери, Айе Авиньонской. Вскоре после рождения Ги был похищен королём Мальорки Ганором, который воспитал его как сына. Тем временем на континенте идёт усобица клана Нантейль с кланом Ганелона, во время которой Гарнье предательски убит. К Айе сватается лидер враждебного клана Милон, племянник Ганелона, подкупивший императора и получивший его разрешение на брак. Однако Ганор и подросший Ги прибывают на помощь вместе с войском, и Ги убивает Милона в поединке. Айя выходит за Ганора.

## «Ги де Нантейль»
Поэма датируется самым началом XIII века (аллюзия на неё есть в песне трубадура Раймбаута де Вакейраса, умершего в 1207 году), написана двенадцатисложным рифмованным стихом. По сюжету это прямое продолжение предыдущей поэмы.
Ги появляется при дворе Карла Великого, где получает от императора орифламму. Это вызывает зависть родичей Ганелона — Амальгрэ, Сансона и Эрвье. Из Гаскони приезжает в поисках жениха юная Эглантина (фр. Aiglantine), дочь короля Иона Гасконского. Она влюбляется в Ги, но предатели ссорят его с императором и отнимают девушку. На ней хочет жениться новый лидер клана Эрвье (фр. Hervieu), сын Милона. Начинается война. Ги удаётся похитить Эглантину, их преследуют и вновь пленяют Эглантину. Ги укрывается в Нантейле, к нему на помощь прибывают Ганор, Айя и два её брата, Антуан и Ришье. Королевская армия осаждает город. Но в конце концов Ги убивает Эрвье и добивается примирения с Карлом. Поэма заканчивается свадьбой Ги и Эглантины.

## «Тристан де Нантейль»
Во время морского плавания корабль Ги и Эглантины захвачен пиратами, которые продают их вавилонскому султану, а их сына младенца Тристана море выбрасывает на берег Армении. Повзрослев, Тристан спасает своих родителей, и они отправляются к себе в Нантейль, но в пути погибают от рук предателей Персанта и Макера.